# Les Soldats vierges
Pour plus de détails, voir Fiche technique et Distribution.
Les Soldats vierges (The Virgin Soldiers) est une comédie dramatique de guerre britannique réalisée en 1968 par John Dexter (en) avec comme acteurs principaux Lynn Redgrave, Hywel Bennett, Nigel Davenport, Nigel Patrick et Rachel Kempson. L'intrigue, basée sur le roman éponyme de Leslie Thomas (en), se déroule en 1950 pendant l'insurrection communiste malaise.
La popularité du film a donné naissance à une suite en 1977, Stand Up, Virgin Soldiers (en) avec Nigel Davenport reprenant son rôle de sergent Driscoll.

## Synopsis
Brigg est un soldat envoyé à Singapour avec une escouade de nouvelles recrues naïves, alors que l'Armée de libération des peuples de Malaisie a lancé une insurrection contre les colons britanniques. Lui et ses camarades rêvent de conquérir le cœur de Phillipa Raskin, la fille du sergent-major du régiment.

## Production
Le film est tourné fin octobre - début novembre 1968 aux Twickenham Film Studios de Londres.

## Distribution
- Lynn Redgrave : Phillipa Raskin
- Hywel Bennett : soldat Brigg
- Nigel Davenport : sergent Driscoll
- Nigel Patrick : sergent-major Raskin
- Rachel Kempson : Mme Raskin
- Jack Shepherd : sergent Wellbeloved
- Michael Gwynn : colonel Bromley-Pickering
- Tsai Chin : Juicy Lucy
- Christopher Timothy : caporal Brook
- Don Hawkins : Taskeur
- Geoffrey Hughes : Lantry
- Roy Holder : Fenwick
- Riggs O'Hara : Sinclair
- Gregory Phillips :Foster
- Peter Kelly : Sandy Jacobs
- Mark Nicholl : Cutler
- Alan Shatsman : Longley
- Jonty Miller : Forsyth
- Jolyon Jackley : caporal Gravy Browning
- Robert Bridges : sergent Fred Organ
- James Cosmo : Waller
- Graham Crowden : médecin
- Dudley Jones : docteur
- Matthew Guinness : major Cusper
- Naranjan Singh : un sikh
- F Yew : « Alléluia »
- Brenda Bruce : infirmière (non-crédité)
- Warren Clarke : soldat (non-crédité)

David Bowie, alors âgé de 22 ans, apparaît brièvement au second plan, dans le rôle non crédité d'un soldat qu'un camarade chasse de derrière le comptoir d'un bar. Ce rôle de figuration lui vaut une rétribution de 40 £ et... une coupe de cheveux gratuite.

## Réception
The Virgin Soldiers est le 17e film le plus populaire au box-office britannique de 1969.